# Ambrose Mathalaimuthu
Ambrose Mathalaimuthu (Nagaur, 20 juli 1925 - 15 november 2009) was een Indiaas rooms-katholiek bisschop.
Mathalaimuthu werd in 1951 tot priester gewijd. In 1971 werd hij bisschop van Tuticorin en in 1979 bisschop van Coimbatore, totdat hij in 2002 met rust ging.